# Arun Milcarz
Arun Milcarz, właśc. Arkadiusz Milcarz (ur. 4 kwietnia 1972 w Grudziądzu) – polski pisarz, dziennikarz, podróżnik i artysta.

## Działalność
W latach 90. był członkiem zespołu punkrockowego Alchemik Sendivius.
Odbył podróże do Ekwadoru, Indonezji, Papui-Nowej Gwinei, Mongolii, Czadu, na Syberię i Madagaskar, a także podróż autostopem z RPA do Libii.
Nagrał filmy dokumentalne Yage, Equador12/12, Rejs na Kongo, Bair Batar – ktoś to musi robić, Tibiarze, Europa ma zegarki – Afryka ma czas, emitowane m.in. przez stacje TVP1, TVN i 4fun.tv. Publikował na łamach Extremiuim, Poznaj Świat, Gazety Wyborczej i Kontynentów. Jest autorem książki "Czad. W poszukiwaniu straconego...".
Od 2011 roku prowadzi autorski format Kabaret Podróżniczy. Od 2016 roku współorganizuje Ogólnopolski Przegląd Opowieści z Podróży "Dzikie Historie" w Zatorze.

## Nagrody i wyróżnienia
Jest laureatem podróżniczej nagrody Kolosów 2004.
W 2009 roku został laureatem głównej nagrody na Międzynarodowym Festiwalu Scenarzystów INTERSCENARIO we Wrocławiu za scenariusz etno-psycho-thrillera Agung napisanego razem z Pawłem Ferdkiem.
W 2017 roku otrzymał Nagrodę Magellana w kategorii najlepsza książka reportażowa.

## Publikacje
- Czad. W poszukiwaniu straconego... (Wydawnictwo Dygresje, Poznań, 2016; ISBN 978-83-63768-18-8)